# Пики Уны
Пики Уны (англ. Una's Tits) — две базальтовые скалы, покрытые ледяным покровом и охраняющие проход в Лемер (пролив, Антарктида) (Земля Виктории) в районе Антарктического полуострова. Они официально называются «пиками Уны», это необычное название присутствует на официальных навигационных картах. Пики находятся на Британской антарктической территории.
Уна была молодой девушкой с Фолклендских островов, которая во время британской экспедиции прислуживала исследователям и была единственной женщиной во всём коллективе. В честь неё и были названы эти две скалы.
Альтернативное название пика — мыс Ренард (англ. Cape Renard).

## Источники

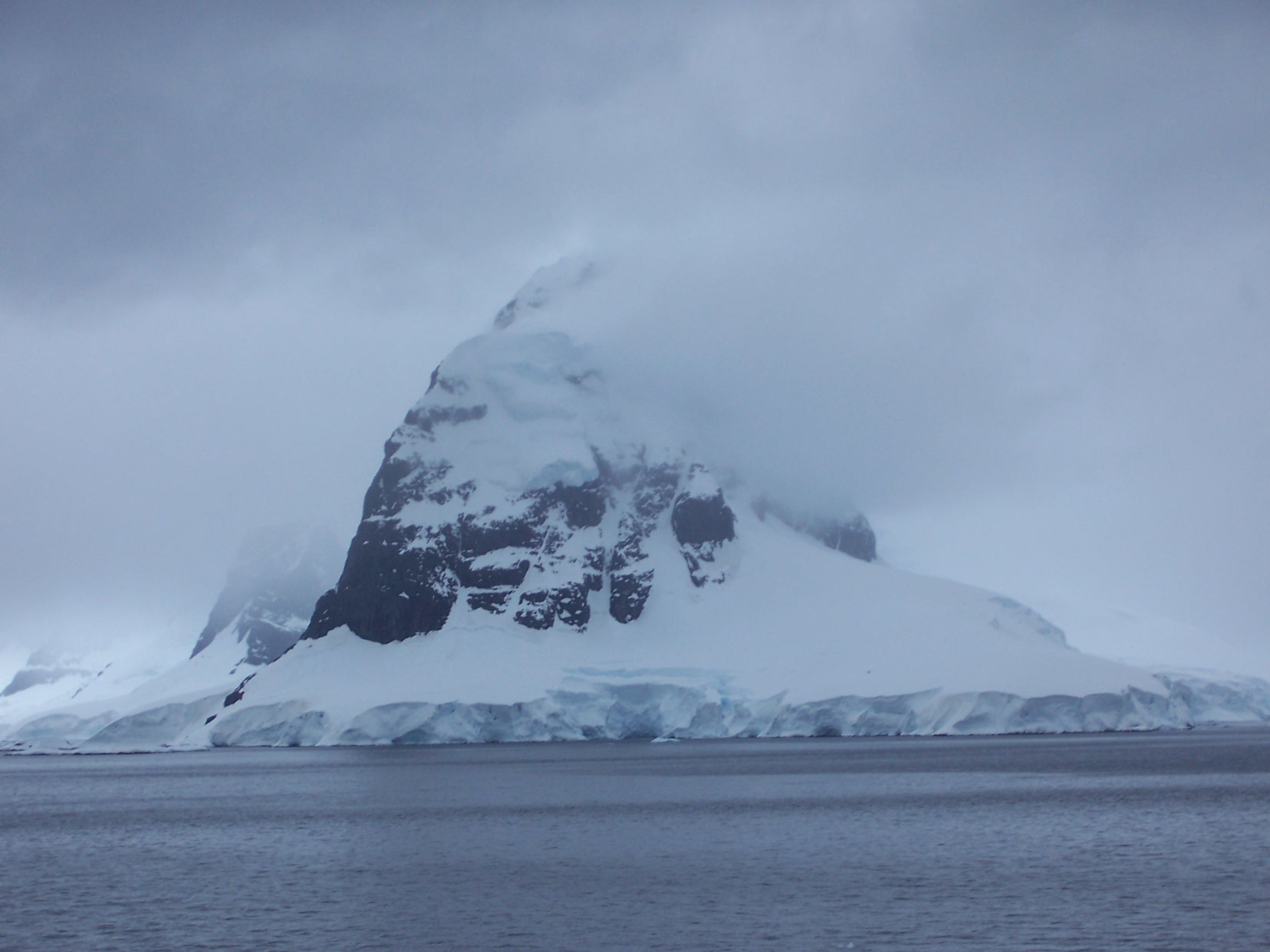
Пики Уны (декабрь 2004)